# Ovídio Martins
Pour les articles homonymes, voir Martins.
Ovídio de Sousa Martins, né le 17 septembre 1928 à Mindelo sur l'île de São Vicente et mort le 29 avril 1999 à Lisbonne, est un poète et journaliste cap-verdien qui milita pour l'indépendance et fut l'un des promoteurs de la littérature en langue créole cap-verdienne.

## Biographie
Après une scolarité secondaire sur son île natale, il poursuit ses études au Portugal, mais n'achève pas ses études de droit pour des raisons de santé.
Journaliste, Ovídio Martins est l'un des fondateurs du Suplemento Cultural du Boletim Cabo Verde en 1958.
En tant qu'écrivain, il est particulièrement actif pendant les années 1960 et 1970. Parmi ses œuvres les plus connues figurent Tutchinha et Caminhada, deux recueils de poèmes en portugais et en créole, publiés en 1962.
Son engagement nationaliste lui vaut la prison et l'exil aux Pays-Bas où il publie un recueil de 100 poèmes, Gritarei, berrarei matarei. Não vou para Pasárgada, un an avant la Révolution des Œillets (1974) et deux ans avant l'indépendance (1975).